# Chelostoma nasutum
Chelostoma nasutum är en biart som beskrevs av Pérez 1895. Chelostoma nasutum ingår i släktet blomsovarbin, och familjen buksamlarbin. Inga underarter finns listade i Catalogue of Life.